# Ernst Meincke
Ernst Meincke (Valtice, 5 gennaio 1942) è un attore e doppiatore tedesco.

## Biografia
Dal 1962 al 1965 Ernst Meincke studiò recitazione presso l'Accademia di Cinema e Televisione di Potsdam-Babelsberg. Ancora studente dell'accademia cinematografica, ottenne i suoi primi due ruoli da protagonista nelle produzioni televisive della DFF Bitter ist der Haß (1964) e Die Heinitzer (1965). 
In quel periodo iniziò anche a lavorare come doppiatore, interprete di audiolibri e narratore di documentari. Dal 1969 al 1972 ebbe un incarico fisso al Kleist-Theater di Francoforte sull’Oder. 

## Filmografia

### Cinema
- Nebelnacht - regia di Helmut Nitzschke (1969)
- Tödlicher Irrtum - regia di Konrad Petzold (1970)
- Euch werd ich’s zeigen - regia di Rolf Losansky (1972)
- Der Untergang der Emma - regia di Helmut Dziuba (1974)
- Johannes Kepler - regia di Frank Vogel (1974)
- … verdammt, ich bin erwachsen - regia di Rolf Losansky (1974)
- Mama, Ich lebe - regia di Konrad Wolf (1977)
- Abschied vom Frieden - regia di Hans-Joachim Kasprzik (1979)
- Stilles Land - regia di Andreas Dresen (1992)
- Afrika, mon amour - regia di Carlo Rola (2007)

### Televisione
- Jockei Monika - serie TV (1981)
- Wolff, un poliziotto a Berlino (Wolffs Revier) - serie TV (1993)
- Im Namen des Gesetzes - serie TV (1996)
- Rosa Roth - serie TV (2005-2011)

## Doppiaggio
- Patrick Stewart in Star Trek: The Next Generation, Ipotesi di complotto, Star Trek: Picard
- Gino Cervi in O.K. Nerone (doppiaggio 1984)
- Dean Norris in Starship Troopers - Fanteria dello spazio
- Jeffrey Jones in Il mistero di Sleepy Hollow
- Daniel von Bargen in Super Troopers
- David Schofield in Pirati dei Caraibi - La maledizione del forziere fantasma
- David St. James  in iParty con Victorious
- Alan Dale in Il mio angolo di paradiso
- Avery Bullock in American Dad!
- Conte Dooku in Star Wars: Battlefront II